# Euploea aegumurus
Euploea aegumurus är en fjärilsart som beskrevs av Hans Fruhstorfer 1911. Euploea aegumurus ingår i släktet Euploea och familjen praktfjärilar. Inga underarter finns listade i Catalogue of Life.